# Aeromotores resfriados a água da Salmson
Entre 1908 e 1920, a Société des Moteurs Salmson na França desenvolveu e construiu uma série de motores de aeronáuticos refrigerados a água amplamente usados. Esta série de motores pioneiros combinavam o resfriamento a água com o arranjo radial de seus cilindros.

## Histórico
Henri Salmson, um fabricante de bombas d'água, foi contratado por Georges Marius Henri-Georges Canton e Pierre Unné, um par de engenheiros suíços, para produzir motores de acordo com seu projeto. Seus esforços iniciais foram em "motores barril", mas estes falharam em atender às expectativas devido à baixa confiabilidade e ao alto consumo de combustível causado pelo atrito interno.
Um novo projeto radial refrigerado a água de 7 cilindros foi então desenvolvido por Canton e Unné. A gama foi expandida para produzir modelos de 9 cilindros e também motores de duas fileiras de 14 cilindros e 18 cilindros. Em 1912, o Salmson A9 estava produzindo cerca de 120 cavalos de potência específica; enquanto competiam com projetos rivais de empresas francesas, Salmson, Canton e Unné decidiram desenvolver motores mais potentes, já que seus rivais estavam se concentrando em motores de baixa potência.
Os motores foram produzidos na fábrica da Salmson em Billancourt, que foi ampliada durante a Primeira Guerra Mundial, e uma segunda fábrica foi inaugurada em Villeurbanne. A série Salmson-(Canton-Unne) de motores refrigerados a água também foi construída por licenciados na Rússia e na Grã-Bretanha na Dudbridge Iron Works Limited em Stroud, Gloucestershire entre 1914 e 1918.

## Variantes e especificações
| Nome         | Cil.                      | Ano  | Diâmetro           | Curso              | Capacidade             | Potência                                           | Comentários |
| ------------ | ------------------------- | ---- | ------------------ | ------------------ | ---------------------- | -------------------------------------------------- | --- |
| A            | 2 x 7-cil. axiais         | 1908 | 75 mm (2,953 pol)  | 125 mm (4,921 pol) | 7,7 ml (0,47 cu in)    | 37,285 kW (50 hp) a 800 rpm                        | Motor axial apenas um construído para testes de bancada. |
| B            | 2 x 7-cil. axiais         | 1910 | 75 mm (2,953 pol)  | 125 mm (4,921 pol) | 7,7 ml (0,47 cu in)    | 37,285 kW (50 hp) a 800 rpm                        | Motor axial apenas um construído para testes de bancada, refrigerado a água. |
| C            | 2 x 7-cil. axiais         | 1910 | 85 mm (3,346 pol)  | 95 mm (3,740 pol)  | 8 ml (0,49 cu in)      | 44,74 kW (60 hp) a 1.100 rpm                       | Motor axial, com válvulas de entrada, apenas um construído para testes de bancada, refrigerado a água. |
| D            | 2 x 7-cil. axiais         | 1910 | 85 mm (3,346 pol)  | 95 mm (3,740 pol)  | 8 ml (0,49 cu in)      | 44,74 kW (60 hp) a 1.100 rpm                       | Motor axial, com válvulas de entrada, apenas um construído para testes de bancada, refrigerado a água. |
| E            | 2 x 9-cil. axiais         | 1911 | 110 mm (4,331 pol) | 130 mm (5,118 pol) | 22 ml (1,34 cu in)     | 55,93 kW (75 hp)                                   | Motor axial, com válvulas sincronizadas, apenas um construído, refrigerado a água. |
| F            | 2 x 9-cil. axiais         | 1911 | 110 mm (4,331 pol) | 130 mm (5,118 pol) | 22 ml (1,34 cu in)     | 55,93 kW (75 hp) a 1.200 rpm                       | Motor axial, com válvulas de entrada automáticas, apenas um construído, refrigerado a água. |
| K            | 2 x 7-cil. axiais         | 1912 | 85 mm (3,346 pol)  | 105 mm (4,134 pol) | 11 ml (0,67 cu in)     | 63,4 kW (85 hp) a 1.200 rpm                        | Motor axial, com válvulas de entrada automáticas, apenas um construído, refrigerado a água. |
| A7           | 7-cil. radial             | 1911 | 120 mm (4,724 pol) | 140 mm (5,512 pol) | 11 ml (0,67 cu in)     | 59,65 kW (80 hp) – 74,57 kW (100 hp)               | 5 construídos para testes de bancada, refrigerado a água. |
| A9           | 9-cil. radial             | 1912 | 122 mm (4,803 pol) | 140 mm (5,512 pol) | 14,73 ml (0,90 cu in)  | 82 kW (110 hp) – 96,94 kW (130 hp)                 | 30 construídos, certificado para 47 horas, em 1914. |
| C9           | 9-cil. radial             | 1912 | 150 mm (5,906 pol) | 180 mm (7,087 pol) | 28,63 ml (1,75 cu in)  | 223,7 kW (300 hp)                                  | 1 construído para testes. |
| M7           | 7-cil. radial             | 1913 | 122 mm (4,803 pol) | 140 mm (5,512 pol) | 11,5 ml (0,70 cu in)   | 74,57 kW (100 hp) – 85,75 kW (115 hp)              | 50 construídos para testes de bancada, refrigerado a água. |
| 2M7          | 14-cil. 2-fileiras radial | 1913 | 122 mm (4,803 pol) | 140 mm (5,512 pol) | 23 ml (1,40 cu in)     | 149,1 kW (200 hp) a 1.300 rpm                      | Refrigerado a água – 15 construídos na França 300 na Grã Bretanha. Equipou o Kennedy Giant, o Short Type 166, o Sopwith Bat Boat II, o Sopwith Type C, o Sopwith Type 860 e o Wight Navyplane.                    |
| 2A9          | 18 cyl 2-fileiras radial  | 1913 | 122 mm (4,803 pol) | 140 mm (5,512 pol) | 29,46 ml (1,80 cu in)  | 233,7 kW (313 hp) a 1.500 rpm                      | 1 construído para teste de bancada, refrigerado a água. |
| B9           | 9-cil. radial             | 1913 | 122 mm (4,803 pol) | 140 mm (5,512 pol) | 14,73 ml (0,90 cu in)  | 104,4 kW (140 hp)                                  | Refrigerado a água, , 300 construídos na França, 106 na Grã Bretanha. Equipou o Short Type 135, o Short S.74 o Short Type 830 e o Voisin LA 5                                                                     |
| M9           | 9-cil. radial             | 1914 | 122 mm (4,803 pol) | 140 mm (5,512 pol) | 14,73 ml (0,90 cu in)  | 89,48 kW (120 hp) – 96,94 kW (130 hp)              | Refrigerado a água, 500 construídos na França. Equipou o Voisin LA 3, o Bréguet U2, o Blackburn Type L, e o protótipo do Breguet 14.                                                                              |
| P9           | 9-cil. radial             | 1915 | 122 mm (4,803 pol) | 140 mm (5,512 pol) | 14,73 ml (0,90 cu in)  | 111,85 kW (150 hp)                                 | Refrigerado a água, 300 construídos na França, 300 na Rússia. Equipou o Voisin type LA 5 e o Farman HF.27 |
| R9           | 9-cil. radial             | 1915 | 125 mm (4,921 pol) | 140 mm (5,512 pol) | 15,46 ml (0,94 cu in)  | 111,85 kW (150 hp) – 119,3 kW (160 hp) a 1.300 rpm | Refrigerado a água, 50 construídos na França, 300 na Rússia. Equipou o Lebed 12, o Anatra DS, e o protótipo do Salmson-Moineau S.M.1 de 1917.                                                                     |
| 9Z           | 9-cil. radial             | 1917 | 125 mm (4,921 pol) | 170 mm (6,693 pol) | 18,7 ml (1,14 cu in)   | 186,4 kW (250 hp) a 1.400 rpm                      | Também conhecido como "Z9", refrigerado a água, 3.000 construídos na França, 56 na Grã Bretanha. Equipou o Salmson 2A2, o Farman 60, o Triplano Voisin, o Caudron C.23, o Hanriot H.26 e o protótipo Vickers Vimy |
| 9Za          | 9-cil. radial             |      |                    |                    |                        |                                                    | Variante do 9Z, equipou o Hanriot HD.3 |
| 9Zm          | 9-cil. radial             |      |                    |                    |                        |                                                    | Variante do 9Z |
| 9Zc          | 9-cil. radial             |      |                    |                    |                        |                                                    | Variante do 9Z |
| CM9          | 9-cil. radial             |      |                    |                    |                        | 194 kW (260 hp)                                    | equipou o Salmson 2 Berline |
| Salmson 18Z  | 18-cil. radial            |      | 125 mm (4,921 pol) | 170 mm (6,693 pol) | 37,4 ml (2,28 cu in)   | 373 kW (500 hp) a 1.600 rpm                        | |
| Salmson 18Cm | 18-cil. radial            | 1934 | 125 mm (4,921 pol) | 180 mm (7,087 pol) | 39,760 ml (2,43 cu in) | 410 kW (550 hp) a 1.700 rpm                        | versão refrigerada a água, radial de duas fileiras do 18Z / 18AB |

## Aplicações

### Motores de nove cilindros
Salmson 9A
- Salmson-Moineau S.M.1
- Salmson-Moineau S.M.2

Salmson 9B
- Short S.74
- Short type 135
- Short type 830

Salmson 9C
- Farman 60

Salmson 9M
- Blackburn type L
- Bréguet U2
- Breguet 14 prototype
- Voisin LA 3

Salmson 9P
- Farman HF.27
- Voisin LA 5

Salmson 9R
- Anatra DS
- Lebed 12

Salmson 9Z
- Besson H-5
- Caudron C.23
- Farman HF.30
- Farman 60
- Hanriot HD.3
- Hanriot H.26
- Latécoère 3
- Salmson 2 Berline
- Salmson 2A2
- Vickers Vimy prototype
- Voisin Triplane

Salmson 2M7
- Kennedy Giant
- Sopwith type C
- Sopwith Bat Boat II
- Short type 166
- Sopwith type 860
- Wight Navyplane

Salmson 18Cm
- Hanriot H.25

## Especificações (9Z)
Dados de SOCIETE DES MOTEURS SALMSON

### Características gerais
- Tipo: Nove cilindors, radial em fila única, supercomprimido, refrigerado a ar
- Diâmetro: 125 mm (4,92 in)
- Curso: 170 mm (6,69 in)
- Deslocamento: 18,763 l (1.145 in³)

### Componentes
- Refrigeração: a água com radiadores

### Performance
- Potência: 186,4 kW (250 hp) a 1.400 rpm